# Station Orneta
Station Orneta was een spoorwegstation in de Poolse plaats Orneta.